# أرت جاكوبس
أرت جاكوبس (بالإنجليزية: Art Jacobs)‏ هو لاعب كرة قاعدة أمريكي، ولد في 28 أغسطس 1902 في لوكي في الولايات المتحدة، وتوفي في 8 يونيو 1967 في إنغليووود في الولايات المتحدة.

## وصلات خارجية
- أرت جاكوبس على موقع دوري كرة القاعدة الرئيسي (الإنجليزية)
- أرت جاكوبس على موقعبيزبول رفرنس.كوم (الدوري الرئيسي) (الإنجليزية)
- أرت جاكوبس على موقعبيزبول رفرنس.كوم (الدوري الثانوي) (الإنجليزية)